# Claude-André Paquelin
Claude-André Paquelin (ur. 30 grudnia 1836 w Awinionie, zm. 1 maja 1905 w Paryżu) – francuski aptekarz i lekarz pracujący w szpitalu św. Łazarza w Paryżu.

## Życiorys
W Paryżu studiował farmakologię, biochemię i medycynę. Był jednym z członków założycieli L’Association francaise de chirurgie. W 1876 roku wynalazł termokauter, który stał się alternatywą dla rozżarzonego żelaza używanego wcześniej do tamowania upływu krwi. Termokauter Paquelina miał kształt tuby (wykonanej z platyny), której końcówka była ogrzewana przez płomień lampy spirytusowej. Do jednego podłączona była gumowa gruszka medyczna, zaś do drugiego zbiornik z benzyną. Służyła do pompowania przez wnętrze tuby mieszaniny benzyny i powietrza. W przeciwieństwie do żelaza, które ochładzało się przy kontakcie z dużą ilością krwi, termokauter utrzymywał swoją temperaturę na końcu tak długo, na ile wystarczało benzyny. Według pierwszego opisu, który przedstawiono na posiedzeniu Académie des sciences w 1876 roku, 200 gramów benzyny wystarczyło na utrzymywanie ciepła rozżarzonej końcówki przez 5 godzin. Na tamtejszym posiedzeniu Paquelin nie pojawił się osobiście; jego notkę przedstawił M. Gosselin.
Oprócz termokautera zbudował także platynowy laryngoskop. W nekrologu z 1906 roku można odnaleźć informację o założeniu przez niego w roku 1872 pierwszej paryskiej polikliniki, którą ufundował z własnych środków. Określony został filantropem, człowiekiem niezwykle pracowitym i zarazem skromnym. Był także redaktorem naczelnym Gazette Médicale. W 1884 roku został odznaczony orderem Legii Honorowej za postawę w trakcie wojny francusko-pruskiej.
W 20. dzielnicy Paryża, w Quartier Saint-Fargeau znajduje się ulica jego imienia, rue du Docteur Paquelin, otwarta w 1910 roku.